# Siamusotima disrupta
Siamusotima disrupta is een vlinder uit de familie van de grasmotten (Crambidae). De wetenschappelijke naam van de soort is voor het eerst gepubliceerd in 2017 door Maria Alma Solis.
De soort komt voor in Hongkong.